# Albert Dulk
Albert Friedrich Benno Dulk (Königsberg, 1819. június 17. – Stuttgart, 1884. október 30.) német író, drámaíró és költő.

## Élete és munkássága
Politikai radikalizmusa folytán kénytelen volt 1848-ban hazáját elhagyni; beutazta a keletet, 1872-ben Lappföldet, melyet vejével, Georg Hartunggal leírt: Fahrten durch Norwegen (1877). Világnézetének sarkpontja, hogy a kereszténység túlélte magát, s hogy az emberiségnek új vallásra van szüksége.
Legismertebb drámái: Lea (1848); Jesus der Christ (1865); Simson (1859); Konrad II. (1867); Willa (1875); Die Wände (politikai vígjáték, Otto Seermann-nal, 1848); Enzio király (opera, zenéje Alberttől); Das Mädchenkleeblatt (vígjáték 1865) stb., melyek mind kiváló tehetségéről tanúskodnak, de a színpad igényeit nem veszik figyelembe. Prózai művei: Der Tod des Bewusstseins (1863); Thier oder Mensch (1872); Stimme der Menschheit (1875-80, 2 kötet); Was ist von der christlichen Kirche zu halten? (1877); Der Jahrgang des Lebens Jesu (1884-85, 2 kötet) stb. radikális és kereszténységellenes felfogását hirdetik.